# Nokia 7
Nokia 7 è uno smartphone di fascia media del 2017 a marchio Nokia, sviluppato ad Espoo dalla HMD Global.

## Caratteristiche tecniche
Il Nokia 7 è dotato del chipset Snapdragon 630, supportata da 4 o 6 GB di RAM LPDDR4. È disponibile in una sola opzione di archiviazione, da 64 GB, espandibile con microSD.
Il telefono dispone di una fotocamera posteriore da 16 MP con apertura f/1.8 e ottica Zeiss. È il secondo telefono Nokia dotato della modalità "Bothie", in cui le telecamere possono essere utilizzate simultaneamente dividendo lo schermo in una configurazione divisa, una tecnologia che Nokia chiama modalità Dual-Sight. La fotocamera anteriore ha un obiettivo da 5 MP con apertura f/2.0.
Dispone di un display LCD IPS da 5,2" con risoluzione Full HD.
La parte posteriore è in vetro con curvatura 3D, mentre il telaio è in alluminio serie 7000 con bordi smussati con taglio diamantato.
Come altri smartphone HMD Global, mantiene il jack per cuffie da 3,5 mm, è dotato della ricarica rapida a 18 W della sua batteria agli ioni di litio da 3.000 mAh, attraverso la sua porta USB-C. Ha uno scanner di impronte digitali montato posteriormente ed è resistente alla polvere e all'acqua con certificazione IP54.
Il Nokia 7 viene fornito con Android 7.1.1, aggiornabile fino ad Android 9.0.

## Commercializzazione
È stato presentato il 19 ottobre 2017 ed è in vendita dal 24 ottobre esclusivamente in Cina.

## Varianti
Il Nokia 7 Plus è stato commercializzato ad aprile 2018. Differisce dal Nokia 7 principalmente per lo schermo (6" Full HD+), per il chipset (Snapdragon 660), per il reparto fotografico (doppia da 12+13 MP posteriore, zoom ottico 2x e stabilizzazione EIS dei video, singola da 16 MP anteriore) e per la batteria (3800 mAh).